# Jemeljanovo
Jemeljanovo (oroszul: Емельяново) városi jellegű település Oroszország ázsiai részén, a Krasznojarszki határterületen, a Jemeljanovói járás székhelye. A település mellett működik a régió legnagyobb repülőtere.
Népessége: 12 055 fő (a 2010. évi népszámláláskor).

## Elhelyezkedése
Krasznojarszk mellett, a várostól 15 km-re nyugatra, a R255-ös főút mentén helyezkedik el. 
A település négy kis falu összeolvadásával a 19. század közepén alakult ki, hosszan elnyúlt a nagy szibériai postaút mentén. Szentháromság- (cerkov Szvjatoj Troici) temploma ún. szibériai barokk stílusban épült 1804-ben; műemlék. 1933-ban bezárták, 1996-ban visszaadták az egyháznak.
1965-ben kapott városi jellegű település rangot. Jelentős változást hozott életében, hogy néhány km-rel nyugatabbra 1970-ben elkezdték építeni a határterület legnagyobb repülőterét. Tíz évvel később, 1980-ban szállt le betonjára az első repülőgép. Azóta újabb terminálok épültek, és a régió legnagyobb – nemzetközi státusú – repülőtere lett.